# 静州 (武周)
静州，中国古代的州。
仪凤元年（676年），以悉州的悉唐县置南和州。武周天授二年（691年），改南和州为静州。治所在悉唐县（今四川省茂县西北）。辖境相当今四川省茂县西北部、黑水县东南部地区。开元时移治清边县（今四川省黑水县沙石多乡），后还治悉唐县。天宝元年（742年）改静川郡。乾元元年（758年）复为静州。土贡：麝香、犛牛尾、当归、羌活。户千五百七十七，口六千六百六十九。下辖三县：悉唐县、静居县（今四川省黑水县红岩乡）、清道县（今四川省黑水县沙石多乡）。
北宋时移治今四川省茂县东。后废。
静州刺史
- 薛伯琳